# Calamodontophis
Calamodontophis es un  género de serpientes que pertenece a la familia Colubridae. 
Su área de distribución incluye Brasil y Uruguay. El género está compuesto de las siguientes especies:
- Calamodontophis paucidens (Amaral, 1936)[1]
- Calamodontophis ronaldoi Franco, De Carvalho Cintra & De Lema, 2006[2]